# Somatoforme Störung
Somatoforme Störungen sind körperliche Beschwerden, die sich nicht oder nicht hinreichend auf eine organische Erkrankung zurückführen lassen (im klassischen medizinischen Sinne des ICD-10). Kennzeichnend ist eine intensive Fixierung auf bestimmte körperliche (somatische) Symptome, die zu erheblichem Leid führen und die alltägliche Lebensführung beeinträchtigen (DSM-5). Typische Verhaltensweisen sind körperliches Schonverhalten, die Einnahme von Medikamenten und häufige Arztwechsel ("doctor hopping"). Dadurch entstehen sehr hohe Kosten für das Gesundheitswesen, wobei jedoch oft keine Besserung der Beschwerden herbeigeführt werden kann.
Im Diagnosemanual DSM-5 wird die somatoforme Störung in die Kategorie "somatische Belastungsstörung und verwandte Störungen" als "somatische Belastungsstörung" eingeordnet. Zu den Allgemeinsymptomen der somatischen Belastungsstörung gehören Müdigkeit, Erschöpfung, Schmerzen, Schwindel, Herz-Kreislauf-Beschwerden, Magen-Darm-Beschwerden, sexuelle und neurologische Symptome. Somatoforme Symptome treten bei circa 80 Prozent der Bevölkerung zumindest zeitweise auf, gehen in der Regel von selbst vorüber und werden kaum beachtet. 
Somatoforme Störungen gehören zu den häufigsten Beschwerden bei Patienten von Allgemeinärzten und Allgemeinkrankenhäusern. Die Prävalenzschätzungen der somatischen Belastungsstörung sind jedoch wegen der neuen Diagnosekriterien noch ungenau. Neuere Schätzungen zeigen eine Prävalenz von bis zu 13 %. Patienten mit somatoformen Störungen werden vom Hausarzt oft als schwierig wahrgenommen; die Betroffenen selbst wiederum sind oft von ihren Behandlern enttäuscht. Häufig wird die Erkrankung erst spät erkannt und es vergehen oft Jahre, bis der Patient zum Psychotherapeuten überwiesen wird oder bereit ist, sich mit einer anderen als einer rein körperlichen Verursachung auseinanderzusetzen.
Die Kosten für die Behandlung dieser Personengruppe liegen deutlich höher als die durchschnittlichen Pro-Kopf-Behandlungsausgaben.

## Entstehung der Diagnose
Der Begriff „Somatoforme Störungen“ wurde 1980 in die offiziellen Klassifikationssysteme eingeführt. In der Internationalen Klassifikation der Krankheiten (ICD-10) werden sie in der Kategorie F45 erfasst. Theoretische Grundlage des Krankheitskonzepts sind die Vorgänge der Somatisierung. Traditionelle Bezeichnungen für ähnliche Krankheitsbilder und Syndrome sind: psychogene Störungen, funktionelle Störungen, vegetative Dystonie, allgemeines psychosomatisches Syndrom, Konversionshysterie, Briquet-Hysterie und psychische Überlagerung. Mit dem DSM-5 wandelt sich die Klassifikation von „Somatoforme Störungen“ zu „Somatische Belastungsstörung und verwandte Störungen“.

## Ursachen
Die Entstehung somatoformer Störungen beruht auf multiplen Faktoren, ohne dass diese vollständig bekannt sind und ohne dass ein einheitliches Erklärungsmodell existiert. Vielmehr wird ein Wechselspiel verschiedener biologischer, psychischer, iatrogener und sozialer Faktoren als Auslöser angenommen. Auch genetische Faktoren (zum Beispiel eine verstärkte Reaktionsbereitschaft des vegetativen Nervensystems) werden diskutiert. Wahrscheinlich sind aber insbesondere psychosoziale Faktoren für die Entstehung und den Verlauf somatoformer Störungen von Bedeutung:
- zu lange anhaltender Stress führt zu Anspannungen oder Fehlsteuerungen innerer Organe
- Trauma
- ein Teufelskreis von körperlichen Reaktionen, Angst und verstärkter Wahrnehmung körperlicher Symptome (sogenannte somatosensorische Amplifikation[11])
- körperliche Beschwerden werden psychodynamisch als Folge seelischer Konflikte verstanden: unbewusste seelische Prozesse (zum Beispiel Angst, Wut, Ärger, Unzufriedenheit mit dem eigenen Aussehen) können sich in Körpersymptomen ausdrücken (vergleiche Psychosomatik). Eine besondere Rolle in der Genese somatoformer Störungen können (frühkindliche) sexuelle Traumatisierungen, körperlicher Missbrauch,[12] aber zum Beispiel auch Kriegserfahrungen[10] spielen.
- Lernprozesse wie operantes Lernen, respondentes Lernen und Modelllernen
- Prädisponierende Persönlichkeitszüge wie die Alexithymie
- Dysfunktionale Gedanken wie Katastrophisierungen

## Epidemiologie und Verlauf
Somatische Störungen sind einer der häufigsten psychischen Störungen in Europa und Deutschland. Von der Störung sind häufiger Frauen als Männer betroffen, außer bei der Hypochondrie. Die Lebenszeitprävalenz wird auf 13 % geschätzt. Weiterhin ist das Auftreten der Störung mit einem niedrigen Bildungs - bzw. sozioökonomischen Status assoziiert. Somatische Störungen beginnen meistens zwischen dem 16. und dem 30. Lebensjahr. Über den Verlauf gibt es aktuell noch wenige Studien, jedoch ist der Krankheitsverlauf meist chronisch und gekennzeichnet durch wenige Remissionsraten. Zudem vergehen meisten drei bis fünf Jahre bis die Diagnose vergeben wird.

## Symptombild
Somatoforme Störungen können sich in einer Vielzahl von Krankheitszeichen (Symptomen) äußern:
- im Bereich der Atmung (zum Beispiel als Gefühl der Atemhemmung, Kloß im Hals, Halsenge, Luftnot)
- im Bereich des Herzkreislaufsystems (zum Beispiel Druckgefühl, Stiche, Beklemmungsgefühl in der Brust, Herzstolpern)
- im Magen-Darm-Trakt (Reizmagen und Reizdarm): Übelkeit, Völlegefühl, Bauchschmerzen, Stuhlunregelmäßigkeiten
- in der Gynäkologie: (chronische) Unterbauchschmerzen mit Ausstrahlung in Leisten und Kreuzbein, Pelvipathiesyndrom (Schmerzen, die über sechs Monate anhaltend oder wiederkehrend auftreten, unabhängig von Geschlechtsverkehr und Zyklus)
- in der Urologie (Reizblase, Urethralsyndrom, Prostatodynie): Häufiges oder schmerzhaftes Wasserlassen (Gefühl erschwerter Miktion), Schmerzen im Unterbauch oder Darm.
- als Somatoforme Schmerzstörung: Anhaltende Schmerzen ohne hinreichend erklärenden körperlichen Befund.

Oft handelt es sich um Symptome, die mit einer starken Erregung des autonomen Nervensystems einhergehen können. Aber auch Fehlfunktionen, die über das nicht-autonome Nervensystem vermittelt sind, wie Zittern und muskulärer Hartspann oder hormonelle Auffälligkeiten sind zu beobachten.
Daneben findet man bei Patienten mit somatoformen Störungen häufig andere psychische Störungen, insbesondere Depressionen und Angststörungen.
Komorbiditäten treten vor allem mit Angststörungen und Depressionen (30–40 %) auf, aber auch Persönlichkeitsstörung, Posttraumatische Belastungsstörung und Suchterkrankungen auf.

## Diagnose
Die Diagnose einer somatoformen Störung beruht bisher zunächst auf dem hinreichend sicheren, zeitlich gerafften und nicht ständig wiederholten Ausschluss einer alleinigen organischen Verursachung der beklagten Körperbeschwerden. Dazu muss aber eine psychologische Diagnostik kommen, die gegenwärtiges Gefühls- und Gemütsleben, psychische Konflikte, Aspekte der psychischen Struktur, biographische Belastungen und soziale und kulturelle Faktoren berücksichtigt.
Zur Diagnosehilfestellung existieren verschiedene strukturierte klinische Interviews und Fragebögen, da eine professionelle Diagnose niemals das alleinige Resultat des Scores eines Selbstauskunftsfragebogens ist. In Deutschland ist (neben der allgemeinen Symptom-Checkliste SCL-90) das Screening für Somatoforme Störungen (SOMS) der verbreitetste Fragebogen, der unterstützend zur Diagnosefindung benutzt wird. Ein weiteres Hilfsmittel ist der frei verfügbare Gesundheitsfragebogen für Patienten (PHQ-D).
Nach ICD-10
Im ICD-10 werden unterschieden:
- die Somatisierungsstörung (F45.0) und die undifferenzierte Somatisierungsstörung (F45.1)
- die Hypochondrische Störung (F45.2)
- die Somatoforme autonome Funktionsstörung (F45.3x)
- die Anhaltende somatoforme Schmerzstörung (F45.40)
- die sonstigen somatoformen Störungen (F45.8)
- die somatoforme Störung, nicht näher bezeichnet (F45.9)

Nach DSM
Mit dem DSM-5 wandelt sich die Klassifikation von „Somatoforme Störungen“ zu „Somatische Belastungsstörung und verwandte Störungen“. Im DSM-5 wird das Konzept der „Negativdiagnostik“ gemeinsam mit dem Begriff der „somatoformen Störung“ aufgegeben. Vielmehr genügt es, wenn ein oder mehrere belastende oder beeinträchtigende körperliche Symptome vorhanden sind. So wird der empfundenen Not der Patienten mehr Beachtung geschenkt.
Damit wird prinzipiell jede Erkrankung adressiert, welche mit einer klinisch auffälligen und leidvollen psychosoziale Dysfunktionalität inneren Beteiligung des Betroffenen einhergeht (z. B. Arbeitsplatzverlust nach häufigen Auszeiten, Paartrennungen oder Familienkonflikte nach prolongierter und einseitiger Fokussierung der Kommunikation auf Krankheiten, Beschwerden, (endlich) Ernst-Genommen-Werden und wechselseitige Enttäuschungsspiralen).

## Subtypen nach ICD-10

### Somatisierungsstörung
Bei einer Somatisierungsstörung (F45.0) müssen nach ICD-10 über einen Zeitraum von mindestens zwei Jahren anhaltende Klagen über verschiedene und wechselnde körperliche Symptome (mindestens sechs) vorliegen. Wichtig ist, dass diese nicht vorwiegend vegetativ sind (ansonsten handelt es sich um eine somatoforme autonome Funktionsstörung). Die Symptome dürfen nicht ausreichend durch eine körperliche Ursache erklärt werden können, was vom Betroffenen jedoch nicht (oder höchstens kurzzeitig) akzeptiert wird. Charakteristisch sind häufige Arztbesuche (mindestens drei), Selbstmedikation oder das Aufsuchen von Laienhelfern bzw. Verfahren der Komplementärmedizin. Typische Symptome sind:
- gastro-intestinale Symptome (zum Beispiel Bauchschmerzen, Übelkeit, schlechter Geschmack im Mund oder stark belegte Zunge, Erbrechen oder Würgen, Durchfall)
- kardiovaskuläre Symptome (zum Beispiel Atemlosigkeit ohne Anstrengung, Brustschmerzen)
- urogenitale Symptome (zum Beispiel Dysurie, unangenehme Empfindungen im oder um den Genitalbereich, Klagen über ungewöhnlichen oder verstärkten vaginalen Ausfluss)
- Haut- oder Schmerzsymptome (zum Beispiel Klagen über Fleckigkeit oder Farbveränderungen der Haut, Schmerzen in den Gliedern, unangenehme Taubheit oder Kribbelgefühl).

Eine undifferenzierte Somatisierungsstörung (F45.1) kann bereits ab einer Dauer von sechs Monaten diagnostiziert werden. Die Anzahl der Symptome oder das Hilfesuchverhalten ist geringer ausgeprägt als bei der Somatisierungsstörung.
Während die Somatisierungsstörung in beiden Diagnosesystemen als prototypische somatoforme Störung gedacht ist, hat sich in der Praxis gezeigt, dass die undifferenzierte somatoforme Störung am häufigsten diagnostiziert wird. Dieser Zustand wird schon seit längerem kritisiert. Daher gibt es Überlegungen in kommenden Versionen der beiden Klassifikationssysteme die Kriterien neu zu definieren.

### Hypochondrische Störung
Bei einer hypochondrischen Störung (F45.2) stehen nicht die aktuellen körperlichen Symptome im Vordergrund, sondern die mindestens sechs Monate anhaltende Überzeugung (trotz gegenteiliger Befunde), an einer (oder höchstens zwei) bestimmten schweren körperlichen Erkrankung(en) zu leiden (F45.20). Alternativ kann der Betroffene auch fest davon überzeugt sein, eine körperliche Entstellung oder Missbildung zu haben (Dysmorphophobie, F45.21). Auch hier kommt es zu häufigen Arztbesuchen oder der Suche nach Komplementärmedizinischer Hilfe, meist durch Laienhelfer. Seit dem DSM-5 gehört die Hypochondrie zu den Zwangsstörungen.

### Somatoforme autonome Funktionsstörung
Bei einer somatoformen autonomen Funktionsstörung (F45.3) stehen Symptome der vegetativen Erregung im Vordergrund (siehe autonomes oder vegetatives Nervensystem), die einem oder mehreren der folgenden Systeme oder Organe zugeordnet werden können:
- Herz und kardiovaskuläres System (zum Beispiel Brustschmerzen oder Druckgefühl in der Herzgegend)
- oberer Gastrointestinaltrakt (Beschwerden im Bereich der Speiseröhre oder des Magens; zum Beispiel Gefühl der Überblähung, Völlegefühl, Aerophagie, Singultus oder brennendes Gefühl im Brustkorb oder im Oberbauch)
- unterer Gastrointestinaltrakt (Darmbeschwerden, zum Beispiel häufiger Stuhlgang)
- respiratorisches System (Atembeschwerden, zum Beispiel Dyspnoe oder Hyperventilation)
- Urogenitalsystem (zum Beispiel erhöhte Miktionsfrequenz oder Dysurie)

Für die Diagnose muss mindestens ein Symptom in einem dieser Bereiche oder/und eine außergewöhnliche Ermüdbarkeit bei leichter Anstrengung vorhanden sein.
Zudem müssen zwei oder mehr der folgenden Symptome vorliegen:
- Herzklopfen
- Schweißausbrüche (heiß oder kalt)
- Mundtrockenheit
- Hitzewallungen oder Erröten
- Druckgefühl, Kribbeln oder Unruhe in der Magengegend

### Anhaltende somatoforme Schmerzstörung
Für die Diagnose einer anhaltenden somatoformen Schmerzstörung (F45.4) muss mindestens sechs Monate lang (an den meisten Tagen) ein anhaltender schwerer und belastender Schmerz in einem Körperteil vorhanden sein, der nicht ausreichend durch einen körperlichen Befund erklärt werden kann. Seit 2009 wird diese Diagnose gemäß der German Modification 2009 innerhalb der ICD-10 unter F45.40 kodiert beziehungsweise durch die Diagnose der chronischen Schmerzstörung mit somatischen und psychischen Faktoren (F45.41) ergänzt. Diese Diagnose wird bei seit mindestens sechs Monaten bestehenden Schmerzen in einer oder mehreren anatomischen Regionen gestellt, die ihren Ausgangspunkt in einem physiologischen Prozess oder einer körperlichen Störung haben. Psychischen Faktoren wird eine wichtige Rolle für Schweregrad, Exazerbation oder Aufrechterhaltung der Schmerzen beigemessen, jedoch nicht die ursächliche Rolle für deren Beginn. Der Schmerz verursacht in klinisch bedeutsamer Weise Leiden und Beeinträchtigungen in sozialen, beruflichen oder anderen wichtigen Funktionsbereichen. Der Schmerz wird nicht absichtlich erzeugt oder vorgetäuscht (wie bei der vorgetäuschten Störung oder Simulation). Schmerzstörungen insbesondere im Zusammenhang mit einer affektiven, Angst-, Somatisierungs- oder psychotischen Störung sollen hier nicht berücksichtigt werden.
Die früher sog. „larvierte Depression“ mit somatischen Begleitsymptomen wird den depressiven Störungen zugeordnet.

## Besonderheiten der Arzt-Patient-Beziehung
Die Interaktion zwischen Ärzten und Patienten mit somatoformen Störungen ist häufig schwierig; nicht selten kommt es zu Abbrüchen der Beziehung und zu häufigen Arztwechseln („doctor-hopping“). Als Grund wird zumeist die Diskrepanz in den jeweiligen Ursachenüberzeugungen angesehen: der Arzt vermutet nach fehlendem Nachweis organischer Erklärungen meist psychogene Ursachen oder Simulation. Möglicherweise werden keine, falsche oder Modediagnosen gestellt. Der Patient erlebt diese Situation mit großer Sorge, Enttäuschung und nimmt zumeist weiter ausschließlich oder primär organische Ursachen an, weil nur diese für ihn subjektiv eine Legitimierung seiner Beschwerden bedeuten und fühlt sich vom Arzt nicht ernst genommen. Häufig führt das auf beiden Seiten zu Spannungen und Ärger. Vor allem dann ist es wichtig, eine motivorientierte Beziehungsgestaltung zwischen Arzt und Patient aufzubauen. Ärzte sollen demnach eine sensible, empathische und gelassene Grundhaltung und hohe kommunikative Fähigkeiten aufzeigen. Weiterhin sollten sie aktiv zuhören, Zeit für die Beschwerdeschilderung einräume und psychobiologische Modelle erklären, um die Kooperationsbereitschaft der Patienten zu erhöhen.
Der Verlauf somatoformer Störungen wird in dieser Situation wesentlich vom Verhalten der Ärzte mitbestimmt: Wiederholte beschwerdegesteuerte organische Diagnostik und unnötige (längere) Krankschreibungen, aber auch Berentungen, trägt zum Beispiel zur Chronifizierung bei (iatrogene Fixierung).

## Behandlung
Die Therapie besteht zunächst darin, ein tragfähiges Vertrauensverhältnis jenseits eines „entweder – oder“ (Körper oder Psyche), sondern hin auf ein „sowohl – als auch“ zu schaffen. Dazu muss zunächst in geeigneter Form über somatoforme Symptome bzw. Störungen und über das Wechselspiel von körperlichen und seelischen Prozessen informiert werden. In 80 % der Fälle können Patienten durch einen vertrauten Hausarzt, z. B. Arzt für Allgemeinmedizin, im Rahmen der psychosomatischen Grundversorgung gut betreut werden. Bei schwereren Verläufen mit starker Beeinträchtigung und hoher Inanspruchnahme von Gesundheitsleistungen sind Patienten zu einer weiterführenden psychosomatischen bzw. psychotherapeutischen Behandlung, welche ambulant wie stationär zur Verfügung steht, zu motivieren.
Für die störungsorientierte Behandlung dieser Patientengruppe liegen mittlerweile Therapiestudien und Therapiemanuale vor.
In Deutschland wird die Akutbehandlung von den gesetzlichen Krankenkassen bezahlt, rehabilitative Behandlungen von den Rentenversicherungsträgern.
Förderlich ist auch eine interdisziplinäre Zusammenarbeit zwischen Ärzten, wie zwischen Hausarzt und Facharzt sowie Psychotherapeuten. Dadurch können unnötige Untersuchungen und darauffolgende Kosten für das Gesundheitswesen vermieden werden.
Die besten Wirknachweise gibt es für die Psychotherapie, von allem der Kognitiven Verhaltenstherapie. Diese helfen auch bei den körperlichen Symptomen. Leider werden diese sehr spät in der Behandlung eingesetzt. Kombiniert werden kann diese mit Psychopharmaka, wie zum Beispiel Antidepressiva. Generelles Ziel sollte es jedoch sein, eine Verbesserung statt einer Heilung anzustreben.

## Kritik
Beate Kolb-Niemann, stellvertretende Direktorin der Klinik für Psychosomatische Medizin und Psychotherapie am Universitätsklinikum Gießen und Marburg (UKGM) und Gründungsmitglied des Marburger Zentrums für unerkannte und seltene Erkrankungen (ZusE), kritisiert die gängige Praxis, psychische Diagnosen wie die somatoforme Störung nur deshalb zu vergeben, weil bei einem Patienten bisher keine somatische Ursache gefunden wurde. Zudem dürfe die somatische Diagnostik nicht eingestellt werden, wenn auf Anhieb keine organischen Veränderungen zu finden sind. Beides sei im klinischen Alltag nach wie vor häufig der Fall, mitunter zum Leidwesen der Patienten. Vergleichbare Kritik äußert auch Peter Henningsen, Direktor der Klinik für psychosomatische Medizin und Psychotherapie an der TU München. Er betont, dass Diagnosen wie die somatoforme Störung keinen Absolutheitsanspruch erheben dürfen und sieht auch Anreize im Abrechnungssystem des Gesundheitswesens als einen Grund für mögliche Fehldiagnosen an:
„Man muss eigentlich auch in der Lage sein, seine Diagnosen offenzuhalten, wenn man sie erst mal noch nicht klären kann. Aber wenn einem dann aus Abrechnungsgründen aufgezwungen wird, irgendeine Diagnose zu stellen, dann erhöht das die Wahrscheinlichkeit, dass dann zum Beispiel so eine F45-Diagnose viel zu ungeprüft gestellt wird. [...] Die Stellung dieser Diagnose muss auf einer adäquaten Diagnostik beruhen und die kann nicht nur im Nichtfinden einer organischen Erklärung bestehen.“

– Peter Henningsen (Fehldiagnose „psychosomatisch“ – Die spinnen doch nur!, in: deutschlandfunkkultur.de, 11. August 2022)
Eine deutsche Publikation von 2018 befasst sich ausführlich mit der Problematik psychosomatischer Fehldiagnosen und analysiert mögliche Ursachen, welche dazu führen können, dass organisch verursachte Beschwerden von Medizinern als psychogen bzw. somatoform verkannt werden. Dazu zählen u. a.:
- Die Symptome sind dem Arzt wegen ihrer relativen Seltenheit in ihrer besonderen Charakteristik nicht bekannt oder nicht unmittelbar geläufig, daher werden sie aufgrund ihrer „Merkwürdigkeit“ vorschnell als psychogen abgetan (Beispiel: Blepharospasmus).
- Ein Auftreten der Symptome in bestimmten Situationen legt fälschlicherweise eine psychologische Interpretation nahe, obwohl es tatsächlich eine physiologische Erklärung gibt.
- Eine Verschlechterung der Symptomatik durch Stress und emotionale Anspannung, wie sie beispielsweise bei extrapyramidalen Bewegungsstörungen auftritt, wird als Psychogenie gedeutet.
- Der Patient beharrt (zu Recht) auf einer körperlichen Ursache und fordert hartnäckig weitere Untersuchungen, was vom Arzt als Beleg für eine somatoforme Störung gewertet wird.
- Bestimmte Verhaltensweisen, welche aus dem Umgang mit der Erkrankung resultieren, werden psychopathologisiert (z. B. Rückzug in dunkles Zimmer bei Migräne aufgrund von starker Reizempfindlichkeit wird als depressives Verhalten fehlinterpretiert).
- Der Arzt legt sich aufgrund einer psychiatrischen Vorgeschichte oder einer berichteten traumatischen Erfahrung des Patienten vorschnell auf eine psychosomatische Diagnose fest und hinterfragt diese im späteren Verlauf nicht mehr.
- Der Arzt rechnet nicht mit einem unerwarteten oder unbekannten Krankheitsbild.
- Es liegt eine körperliche Erkrankung vor, welche allerdings keine fassbaren Befunde erzeugt (Beispiel: Restless-Legs-Syndrom), sodass fälschlicherweise davon ausgegangen wird, dass organische Ursachen ausgeschlossen wurden.
- Auch wenn die Befunde scheinbar überzeugend auf eine psychogene Ätiologie hinweisen, kann es sich um eine psychische Überlagerung eigentlich organisch bedingter Symptome handeln.[33]

Die Gefahr, eine organische Erkrankung fälschlicherweise als somatoforme Störung zu diagnostizieren, besteht in verstärktem Maße bei seltenen Erkrankungen, da solche Krankheitsbilder vielen Medizinern nur unzureichend bekannt sind und durchschnittlich drei bis vier Jahre (bei einem Viertel der Betroffenen sogar fünf bis 30 Jahre) vergehen, bis die richtige Diagnose gestellt wird. Insbesondere undiagnostizierte seltene Erkrankungen führen bei der Mehrheit der Betroffenen zu schwerwiegenden psychosozialen Folgen bis hin zu ausgeprägten Depressionen und Ängsten, welche vom Arzt fälschlicherweise als Hinweis auf einen psychosomatischen Hintergrund gedeutet werden können.
Eine psychosomatische bzw. somatoforme Fehldiagnose stellt für Patienten eine nicht zu unterschätzende Belastung dar. Häufig werden Betroffene stigmatisiert, indem die Natur ihrer körperlichen Probleme in Frage gestellt, normales Verhalten psychopathologisiert und eine angemessene Unterstützung verweigert wird.
Ebenfalls kritisiert wird das vom DSM-5 neu eingeführte Krankheitsbild der „somatischen Belastungsstörung“ („somatic symptom disorder“), welches die somatoforme Störung als Diagnose ersetzen soll und unter der Bezeichnung „Körperstressstörung“ auch im ICD-11 vorkommt. So warnte u. a. der US-amerikanische Psychiater Allen Frances in einem Artikel im British Medical Journal davor, dass durch das neue Krankheitsbild möglicherweise Millionen von körperlich Erkrankten fälschlicherweise als psychisch krank klassifiziert und dadurch Stigmatisierung und unnötigen Behandlungen ausgesetzt sein könnten. Die Diagnose bezeichnete er dabei als zu weit gefasst und gleichzeitig wenig evidenzbasiert, da sie in erster Linie auf subjektiven und wenig spezifischen Kriterien beruhe. Dadurch könne prinzipiell jeder Patient mit einer medizinisch unzureichend verstandenen Erkrankung die Kriterien für eine solche psychiatrische Diagnose erfüllen, auch wenn psychische Faktoren bei der Erkrankung gar keine Rolle spielen.